# La vendetta del giapponese
La vendetta del giapponese (Her American Husband) è un film muto del 1918 diretto da E. Mason Hopper. Prodotto e distribuito dalla Triangle, aveva come interpreti Teddy Sampson, Darrell Foss, Leota Lorraine, Kisaburô Kurihara, Misao Seki, Yutaka Abe.
La sceneggiatura di E. Magnus Middleton si basa su Madame Butterfly, racconto di John Luther Long, pubblicato per la prima volta su Century Magazine (New York, 1898), una storia che, dopo avere ispirato l'omonima commedia di David Belasco, sarebbe stata, insieme a questa, la base per la Madama Butterfly di Giacomo Puccini.

## Trama
Herbert Franklyn, figlio di un ricco importatore, provoca la rottura del suo fidanzamento con Miriam Faversham a causa della propria vita sregolata, tutta dedita all'inseguimento del piacere e delle donne. Durante il viaggio annuale dell'azienda in Giappone, Herbert incontra Cherry Blossom (Fior di Ciliegio) il cui padre, Tokimasa, vorrebbe che la figlia sposasse un occidentale. Nonostante il suo amore per Kato, Cherry Blossom obbedisce al desiderio del padre e sposa Herbert, lasciando poi il paese alla volta di New Rochelle, al seguito del marito. Di nuovo negli Stati Uniti, Herbert riprende con la vecchia vita, trascurando la giovane sposa che si trova sola e infelice lontana da tutti. Kato, rendendosi conto dell'infelicità di Cherry Blossom, arriva in America insieme a Tokimasa che, dopo avere strangolato Herbert, si suicida.

## Produzione
Il film, prodotto dalla Triangle Film Corporation, venne girato con il titolo di lavorazione Mr. Butterfly. Sebbene nel cast ci fossero diversi attori nippo-americani, il ruolo di Cherry Blossom fu affidato all'attrice caucasica Teddy Sampsan, scelta per il suo ritratto di una fanciulla giapponese in The Fox Woman di Lloyd Ingraham (1915).

## Distribuzione
Distribuito dalla Triangle Distributing, il film uscì nelle sale statunitensi il 27 gennaio 1918. Il 15 giugno 1920, fu distribuito in Danimarca con il titolo Hendes amerikanske Ægtefælle. In Italia, distribuito dalla Triangle, uscì nel 1921 con il visto di censura numero 16557.
Non si conoscono copie ancora esistenti della pellicola che viene considerata presumibilmente perduta.